# Ле-Пон-де-Бовуазен (Савойя)
Ле-Пон-де-Бовуазен (фр. Le Pont-de-Beauvoisin) — коммуна во Франции, департамент Савойя, регион Овернь — Рона — Альпы. Является центром кантона Ле-Пон-де-Бовуазен. Округ коммуны — Шамбери. Код INSEE коммуны — 73204. Мэр коммуны — Реимонд Ферро, мандат действует на протяжении 2014—2020 гг.

## География
Ле-Пон-де-Бовуазен находится на границе департаментов Савойя и Изер вблизи своей тёзки Ле-Пон-де-Бовуазен в Изер. Между ними протекает река Гье. Они вместе образуют город в 5000 жителей. Коммуна находится в 90 км от Лиона, 30 км от Шамбери и 50 км от Гренобля.

## Население
В Ле-Пон-де-Бовуазен в 2011 году проживало 2000 человек, из них 20,8 % младше 14 лет, 14,6 % — от 15 до 29 лет, 19,3 % — от 30 до 44, 16,5 % — от 45 до 59 лет, 28,8 % старше 60. Среди 860 домашних хозяйств коммуны 513 семей .
Средний декларируемый годовой доход в коммуне: 17 523,8 евро. 0,8 % населения заняты в сфере сельского хозяйства, 3,1 % — в индустрии, 77,0 % — в сфере услуг (включая строительство).
Динамика населения согласно INSEE:
| Население коммуны в XIX—XXI веках |
| --------------------------------- |
|                                   |

## Достопримечательности
- Церковь Кармелиток (фр. Eglise des Carmes)[6]

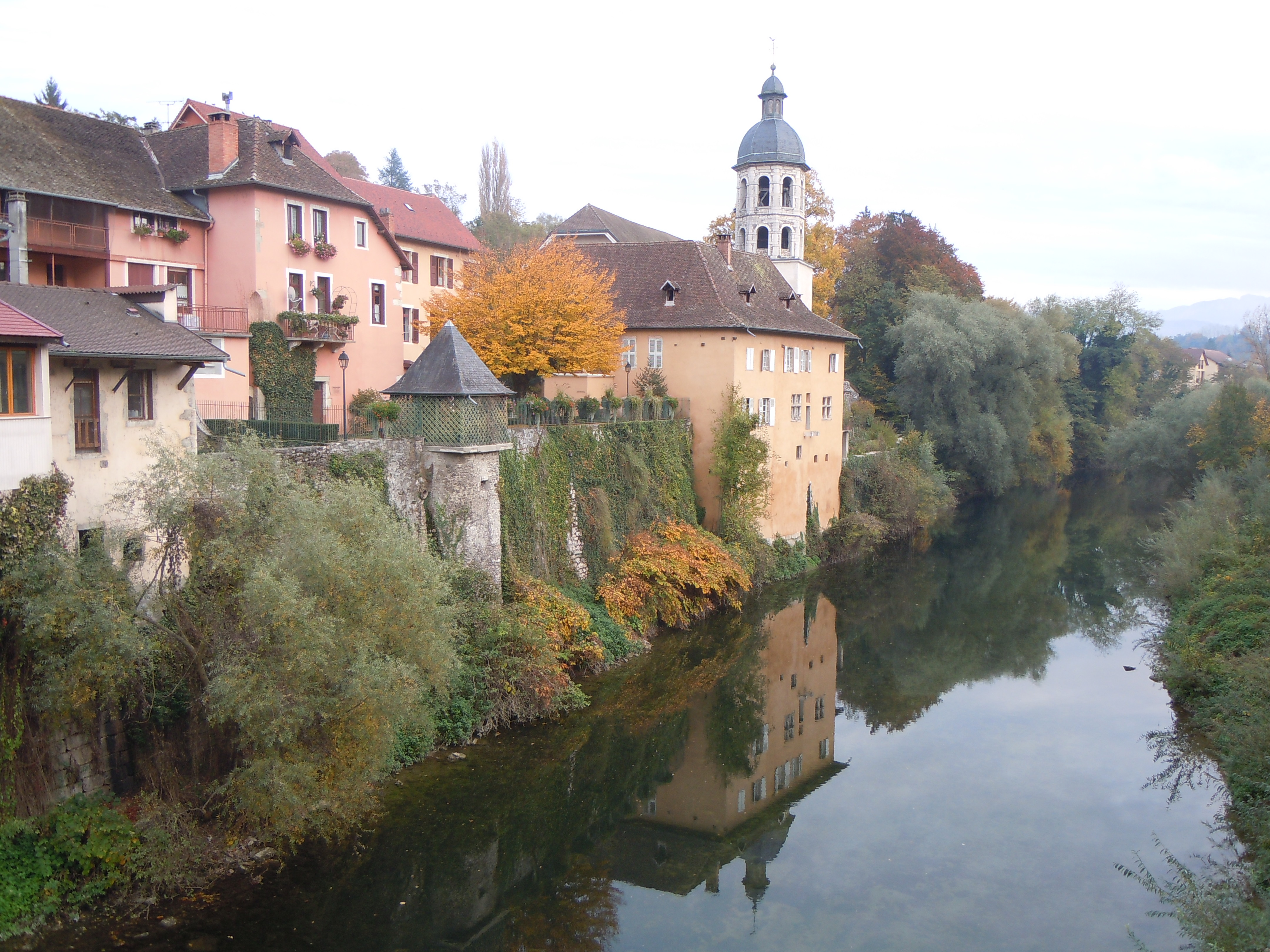
Вид на церковь кармелиток со стороны реки Гье

Является историческим памятником Франции с 16 октября 1992 года. Датируется 1419 годом. Реконструировалась в XVII и XIX веках. В XIX веке своды церкви были расписаны Алонзо и Джузеппе Антонио Авондо, и добавлены витражи.
- Дом Ривуар (фр. Maison Rivoire)[7]

Дом Ривуар — исторический памятник Франции, построенный в XVII веке. Был сильно реконструирован и достроен в XVIII и XIX веках. В нём сохранилось большое количество архитектурных элементов разных эпох.  